# 能條武夫
能條 武夫（のうじょう たけお、1950年12月28日 - ）は、日本の繊維技術者、実業家。シキボウ株式会社代表取締役社長や、同社代表取締役会長、日本紡績協会会長などを務めた。

## 人物・経歴
東京都出身。1973年東京農工大学工学部繊維高分子工学科卒業、敷島紡績入社。2002年シキボウ繊維部門紡績事業部長。2002年タイシキボウ代表取締役社長。2004年シキボウ執行役員。2007年シキボウ取締役繊維部門副部門長（技術担当）。2009年シキボウ常務取締役繊維部門長。2010年シキボウ常務取締役繊維部門長兼東京支社長。2012年シキボウ代表取締役社長。2014年日本紡績協会会長。2016年シキボウ代表取締役会長。2017年シキボウ取締役会長、東京農工大学同窓会長。2019年シキボウ取締役会議長。